# 북유럽 농본주의
북유럽 농본주의(Nordic agrarianism) 또는 북유럽 중도주의(Nordic centrism)는 북유럽 특유의 정치성향이다. 정치적 스펙트럼상 중도 및 이념적으로 농본주의를 표방하지만 북유럽의 지역적 특성이 강하게 반영되어 세계보편적 이념지형상 분류가 곤란하다.
북유럽 농본주의 정당들은 우선 사회주의를 부정한다. 그러면서 중소기업, 지방분권, 환경주의를 옹호한다. 또한 유럽연합에 대해 회의적이다. 자유시장에 관해서는 각 나라별로 농본주의 정당들의 입장이 다양하다. 국제적으로는 대개 유럽 자유민주동맹 또는 자유주의 인터내셔널에 가맹해 있다.
본래 이름 그대로 농민의 이익을 대변했으나, 제2차 세계대전 이후 농민 인구가 감소하면서 사회의 다른 문제들에도 관여하게 되었다. 이 즈음하여 북유럽의 농민당 또는 농업당들이 이름을 중앙당 또는 중도당으로 개칭한다. 마지막으로 개칭한 것은 1965년 농업동맹에서 핀란드 중앙당으로 개칭한 핀란드다. 현재 북유럽 각국의 수권 농본주의 정당은 스웨덴의 중앙당, 덴마크의 좌파당, 핀란드의 중앙당, 노르웨이의 중앙당, 아이슬란드의 진보당이다. 이 정당들은 모두 네잎 클로버를 상징으로 사용한다.

## 같이 보기
- 국제농본주의사무국
- 농민 인터내셔널